# Scalateatern i Karlstad

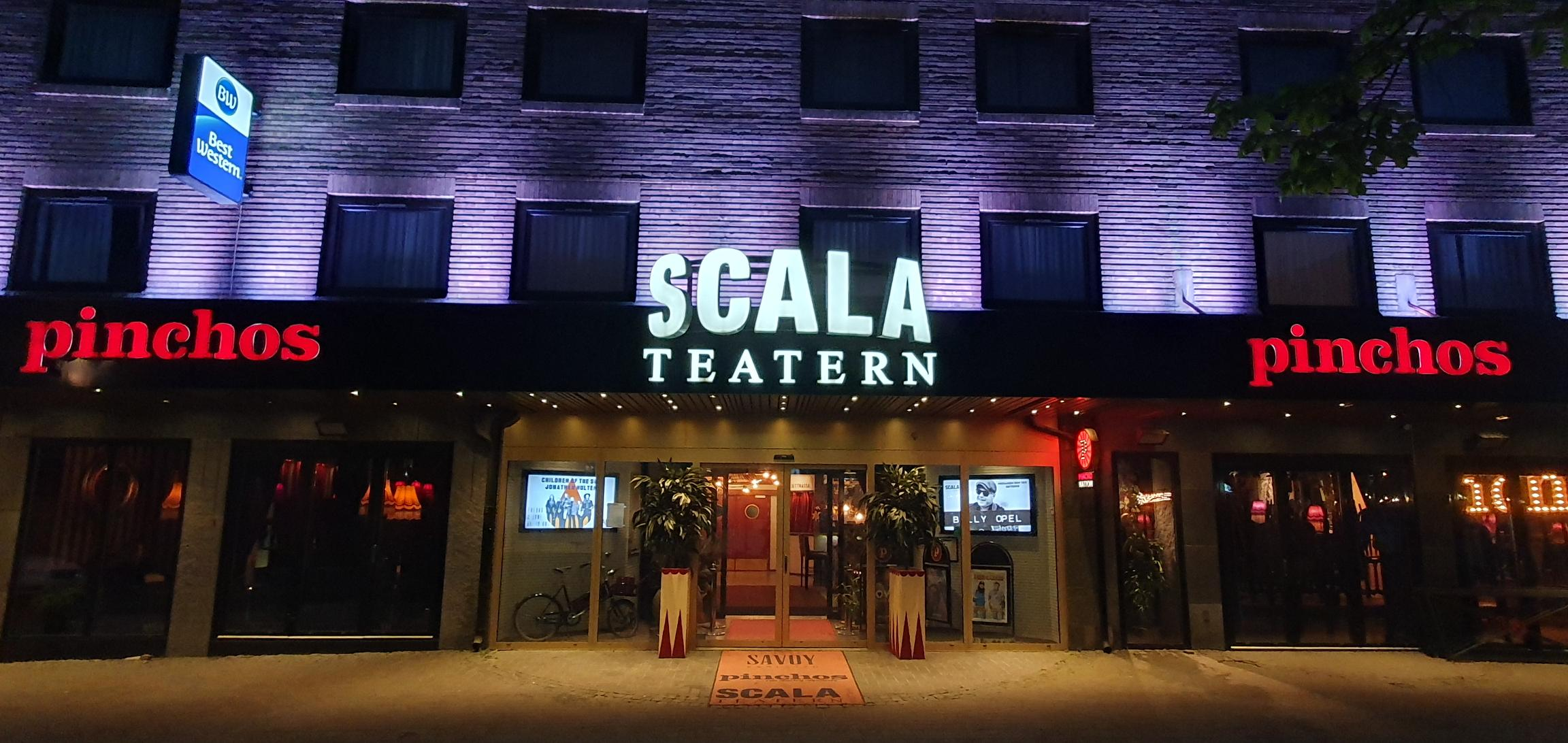
Scalateaterns entré

Scalateatern i Karlstad är en teaterscen som är belägen centralt i Karlstad. Teatern är hemvist för Värmlandsteatern, en fri teaterförening, och Cabary, ett teatersällskap som genomför nyårsrevyer. Scalateatern används också som en gästspelsteater och hyrs ut till nationella och internationella artister och arrangörer. På Scalateatern genomförs årligen runt 150 arrangemang och med sammanlagt över 40 000 besökare.

## Historik
Fastigheten i kvarteret Duvan 10 uppfördes av Karlstads Fabriks- och Hantverksförening, var klar år 1961 och inrymde då hotell Savoy och biografen Scala. När Filmstaden öppnades år 1990, flyttades ett antal biosalonger dit, däribland Scalabiografen, och flera centralt belägna lokaler blev tomma. Den första filmen som visades på Scalateatern var Porgy and Bess (1959) 21 november 1961.
År 1992 byggdes Scalabiografen om till teaterscen. Initiativtagare var de ideella föreningarna Cabary och Värmlandsteatern som sökte en permanent lokal för sina produktioner av revyer, talteater och musikaler. Ombyggnaden finansierades genom bidrag från Boverket, Karlstads kommun, Landstinget, Länsstyrelsen och Länsarbetsnämnden. Premiären för Scalateatern som en teaterscen var 31 december 1992 när Cabary hade sin årliga nyårsrevy.
Under året 1998 gjordes en rejäl ombyggnad som innebar bredare och högre scenutrymme, utvecklad scenteknik samt bättre loger och artistutrymmen. 2016 genomfördes ännu en renoverings omfattade biljettkassa, kontor och interaktion med restaurang Pinchos och Best Western Hotel Savoy.

## Lokalen
Lokalen har plats för 409 besökare vid maximal kapacitet. Salongen har 2 rullstolsplatser. 

## Cabary
Cabary startades 1981 av fyra personer och har sedan dess producerat årliga nyårsrevyer. Till att börja med sattes revyn upp på Arenan i Bibliotekshuset. Efter sex år på Arenan, ett år på mässhallen på Färjestad (Strossa) och fyra år i Sundstagymnasiets aula, spelas revyerna sedan nyåret 1992 på Scalateatern.

## Värmlandsteatern
Värmlandsteatern bildades 1987 som en professionell amatörteater i syfte att spela talteater och musikal, samt att driva utbildningar inom teater.
Första uppsättningen skedde på Arenan i Bibliotekshuset 1987. Därefter har produktioner satts upp på studioscenen Lilla Klara, Friluftsteatern Mariebergsskogen, Magasinet vid Alsters herrgård, i kvarteret Almen, huvudscenen på Tempelriddaren och på Scalateatern.

## Uppsättningar på Scalateatern
| År        | Pjäs                                 | Arrangör                |
| --------- | ------------------------------------ | ----------------------- |
|           |                                      |                         |
| 1993-2023 | Cabary                               | Cabary                  |
| 1993      | Hamlet                               | Värmlandsteatern        |
| 1993      | Kuta Och Kör                         | Värmlandsteatern        |
| 1993      | Spindelnätet                         | Värmlandsteatern        |
| 1993      | Kvinnan I Svart                      | Värmlandsteatern        |
| 1994      | Rampfeber                            | Värmlandsteatern        |
| 1994      | Little Shop Of Horrors               | Värmlandsteatern        |
| 1994      | Trassel                              | Värmlandsteatern        |
| 1995      | Pygmalion                            | Värmlandsteatern        |
| 1995      | Den förbjudna planeten               | Värmlandsteatern        |
| 1995      | Från Lem Till Lever                  | Värmlandsteatern        |
| 1996      | Swedenhielms                         | Värmlandsteatern        |
| 1996      | En Fröjdefull Jul                    | Värmlandsteatern        |
| 1997      | Cyrano de Bergerac                   | Värmlandsteatern        |
| 1997      | I Hetaste Laget                      | Värmlandsteatern        |
| 1997      | Mio Min Mio                          | Värmlandsteatern        |
| 1998      | Jesus Christ Superstar, 1998         | Värmlandsteatern        |
| 1999      | Det Susar I Säven                    | Värmlandsteatern        |
| 1999      | Funny Money                          | Värmlandsteatern        |
| 2000      | Rika Barn Leka Bäst                  | Värmlandsteatern        |
| 2000      | From A Jack To A King                | Värmlandsteatern        |
| 2001      | Gökboet                              | Värmlandsteatern        |
| 2001      | Ronja Rövardotter                    | Värmlandsteatern        |
| 2002      | Min Mamma, Herr Albin                | Värmlandsteatern        |
| 2002      | Kvinnan I Svart                      | Värmlandsteatern        |
| 2002      | Pippi Långstrump                     | Värmlandsteatern        |
| 2003      | Evita                                | Värmlandsteatern        |
| 2003      | Comic Potential                      | Värmlandsteatern        |
| 2004      | Robin Hood                           | Värmlandsteatern        |
| 2004      | Spelman På Taket                     | Värmlandsteatern        |
| 2004      | Shirley Valentine, 2004              | Värmlandsteatern        |
| 2004      | Folkefiende                          | Värmlandsteatern        |
| 2005-2006 | Allt eller Inget                     | Värmlandsteatern        |
| 2005      | Fröken Fleggmans Mustasch            | Värmlandsteatern        |
| 2006      | Det Stannar I Familjen               | Värmlandsteatern        |
| 2006      | Revyloshow                           | Heja Sverige            |
| 2007      | Rent                                 | Värmlandsteatern        |
| 2007-2008 | Bröderna Lejonhjärta, 2007-2008      | Värmlandsteatern        |
| 2008      | By Jeeves                            | Värmlandsteatern        |
| 2008      | Fem myror är fler än fyra elefanter  | Heja Sverige            |
| 2009      | The Rocky Horror Show                | Värmlandsteatern        |
| 2010      | Annie                                | Värmlandsteatern        |
| 2011      | Pelle Svanslös I Karlstad            | Värmlandsteatern        |
| 2011      | Jesus Christ Superstar 2011          | Värmlandsteatern        |
| 2012      | Emil! Nya Hyss I Lönneberga          | Värmlandsteatern        |
| 2013      | Jekyll & Hyde                        | Värmlandsteatern        |
| 2014      | The Sound Of Music                   | ER Musik AB             |
| 2014      | Grease                               | Estetiska Skolan Arvika |
| 2016      | Tillbaka Till Den Förbjudna Planeten | Värmlandsteatern        |